# Demografia da Armênia
A Demografia da Armênia, um país do sul do Cáucaso, trata sobre as características demográficas da população da Arménia, incluindo o crescimento da população, densidade populacional, etnia, nível de educação, saúde, posição econômica, associações religiosas e outros aspectos da população.

## Visão geral
Depois de registar um aumento populacional constante durante todo o período soviético, a população de Armenia diminuiu de 3 604 000 habitantes em 1991 para 3 211 000 habitantes em 2003. A última estimativa, datada de 12 de outubro de 2011, aponta uma população de 2 872 000 habitantes.
A Armênia é a única república da antiga União Soviética que tem uma população quase homogênea. É também o segundo ex-Estado soviético mais densamente povoado, após a Moldávia. Minorias étnicas incluem russos, assírios, ucranianos, iazidis, curdos, iranianos, gregos, georgianos e bielorrussos. Há também comunidades menores de valáquios, mordovianos, ossetas, udis e tats. Minorias de poloneses e alemães também são encontrados, apesar de serem fortemente russificados.
A maioria dos armênios são cristãos, principalmente da Igreja Apostólica Armênia. A Armênia é considerada a primeira nação a adotar o cristianismo, que foi primeiramente pregado na Armênia por dois Apóstolos de Jesus Cristo, São Bartolomeu e São Tadeu, no século I. A Igreja Apostólica Armênia pode traçar suas raízes de volta para os séculos III e IV. O país adotou formalmente a fé cristã em 301. Mais de 90% dos armênios pertencem à Igreja Apostólica Armênia. É uma igreja muito ritualística, conservadora, aproximadamente comparável à copta e igrejas sírias. A Arménia também tem uma população considerável de católicos e protestantes evangélicos.
A população do país tem vindo a diminuir devido ao aumento da emigração desde o desmembramento da União Soviética. As taxas de emigração e declínio da população, no entanto, tem diminuído nos últimos anos, e tem havido um moderado afluxo de armênios retornando ao país.

## Idiomas
A língua armênia é a oficial, falada por cerca de 97,7% da população residente no país e usada na administração, governo e educação. Línguas minoritárias incluem o curdo, falado por 1% aproximadamente e o russo, com 0,9% de falantes. Cerca de 0,4% da população falam outros idiomas, conforme o censo de 2001.
A Arménia é membro da Francofonia.

## Religiões
De acordo com o Censo de 2011, a religião na Armênia é constituído por: cristãos (94,8%) da população, com 2 862 366 de adeptos, dos quais 2 797 187 são pertencentes à Igreja Apostólica Armênia (92,5%); 29 280 protestantes evangélicos; 13 996 católicos romanos; 8 695 Testemunhas de Jeová; 8 587 ortodoxos orientais (russa, ucraniana, georgiana, grega); 2 874 moloanos (russos não-ortodoxos); 1 733 da Igreja Assíria do Oriente (nestorianos), 733 protestantes (anglicanos, luteranos e calvinos); 241 Santos dos Últimos Dias (mórmons); além de outros pertencentes ao Paganismo, Islamismo e sem religião.